# Pierre Hippolyte Publius Renault

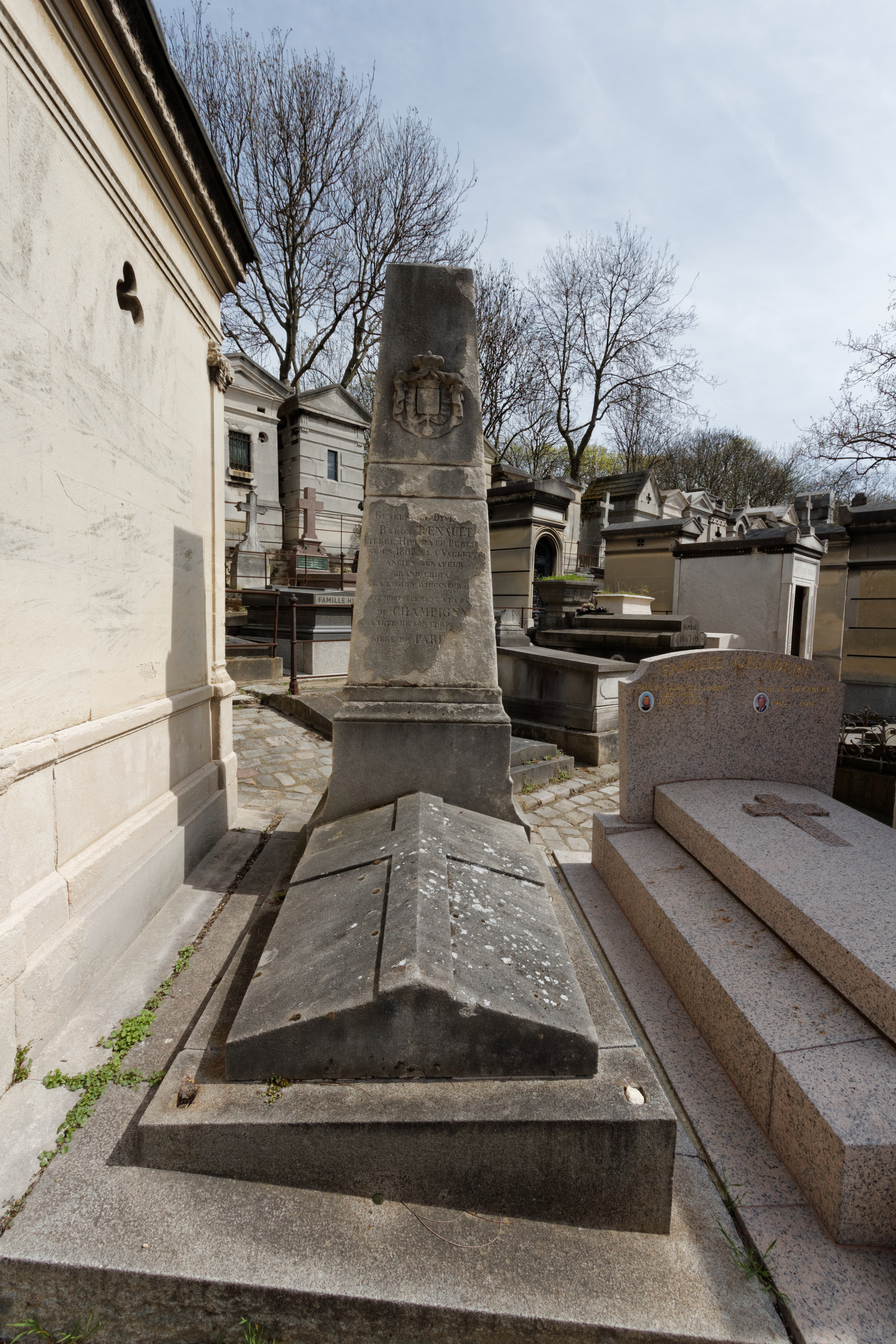
La tomba nel cimitero di Père-Lachaise

Pierre Hippolyte Publio Renault (La Valletta, 20 gennaio 1807 – Parigi, 6 dicembre 1870) è stato un generale francese.

## Biografia
Dopo l'inizio in accademia militare Prytanée national militaire di La Flèche, fu ammesso all'École spéciale militaire de Saint-Cyr il 1º ottobre 1827, e fu nominato il 1º ottobre 1828 sottotenente nel reggimento di fanteria di linea 6. Luogotenente il 20 giugno 1832, ottenne di entrare il 24 agosto 1833 nel battaglione di fanteria leggera d'Africa ad Algeri.
Generale di brigata il 23 agosto 1846, messo a disposizione del governatore generale dell'Algeria, rientrò in Francia il 10 aprile 1848. Generale di divisione il 14 luglio 1851, tornò in Africa. Dal 2 settembre 1857 al 26 giugno 1858 ricoprì la carica di governatore.
Richiamato in Francia nel 1859 per comandare una divisione nella campagna contro l'Austria in Italia, fu al comando della 1ª Divisione di fanteria appartenente al 3º corpo d'armata agli ordini del generale Canrobert. Ebbe il merito di penetrare, sfondando le porte del paese con gli zappatori del genio, nell'abitato fortificato di Castel Goffredo cacciando un reparto della cavalleria austriaca.

Al suo ritorno l'imperatore Napoleone III lo nominò senatore il 16 agosto 1859.
Fu Grande Ufficiale della Legion d'onore il 26 dicembre 1852 e di Gran Croce nel 1859.
Nel 1870 partecipò all'assedio di Parigi e fu ferito a una gamba il 30 novembre 1870 nella battaglia di Champigny. Rilevato il giorno dopo la battaglia, gli venne amputata la gamba il 2 dicembre e morì a seguito della sua ferita il 6 dicembre.